# Pedro Meoqui
Pedro Meoqui är en ort i Mexiko.   Den ligger i kommunen Meoqui och delstaten Chihuahua, i den nordvästra delen av landet, 1 200 km nordväst om huvudstaden Mexico City. Pedro Meoqui ligger 1 146 meter över havet och antalet invånare är 21 179.
Terrängen runt Pedro Meoqui är platt, och sluttar norrut. Runt Pedro Meoqui är det glesbefolkat, med 9 invånare per kvadratkilometer. Närmaste större samhälle är Ciudad Delicias, 10,4 km söder om Pedro Meoqui. Trakten runt Pedro Meoqui består till största delen av jordbruksmark.